# Jan Moláček
Jan Moláček (* 24. května 1972 Brno) je český investigativní novinář podílející se na pořadu Reportéři ČT, v minulosti moderátor a zpravodaj zahraniční redakce ČT v Berlíně, Moskvě a Vídni. Mimo ČT působil též jako redaktor TV Nova a Deníku N a jako komentátor Aktuálně.cz.

## Život
Po absolvování brněnského Gymnázia Slovanské náměstí vystudoval v letech 1990 až 1996 obor angličtina-čeština na Filozofické fakultě Masarykovy univerzity (získal titul Mgr.).
Pracovní kariéru začínal jako redaktor TV Nova v Českých Budějovicích, překladatel z angličtiny a učitel jazyků. V letech 1998 až 2012 pracoval v České televizi jako reportér, editor a moderátor zahraniční redakce, mimo jiné byl reportérem pro oblast Blízkého východu v období druhé palestinské intifády a stálým zpravodajem ČT v Berlíně (2004 až 2005), Moskvě (2005 až 2006) a Vídni (2007 až 2010). Působení v pozici zahraničního redaktora v Rusku musel ukončit už po roce z toho důvodu, že mu ruské ministerstvo zahraničí po roce neprodloužilo vízum a akreditaci.
Od listopadu 2012 do konce roku 2013 působil na TV Nova jako reportér pořadu Na vlastní oči. V lednu 2014 se vrátil do ČT, kde se stal reportérem pořadu Reportéři ČT.
Za rok 2016 získal Novinářskou cenu Nadace Open Society Fund v kategorii Nejlepší komentáře, které zveřejňoval na Aktuálně.cz.
V roce 2018 nastoupil do nově vznikajícího Deníku N. Od začátku roku 2025 opět pracuje v týmu pořadu Reportéři ČT.
Jan Moláček je ženatý, jeho manželka se jmenuje Klára.